# Televisión Boliviana
Televisión Boliviana, nota come TV Bolivia, è un'emittente televisiva nazionale boliviana.
Ha iniziato a trasmettere il 30 agosto del 1969 e, oggigiorno, è edita dall'Empresa Nacional de Televisión de Bolivia.